# SEAT Terra
Il SEAT Terra è un furgone di taglia piccola prodotto dalla SEAT dal 1986 al 1998, classificato nel segmento dei furgoni piccoli derivati da vetture utilitarie, lo stesso del Fiat Fiorino.
Successivamente allo sviluppo della Fiat Panda, che la SEAT produceva col proprio marchio in Spagna in virtù degli accordi intrapresi con la FIAT, ne venne sviluppata una versione furgoncino, che però non venne prodotta dalla casa torinese a causa dell'evidente sovrapposizione dello stesso col Fiorino, derivato dalla Fiat 127.
Il progetto non venne tuttavia accantonato, ma fu prodotto dalla SEAT col nome di Trans; esso manteneva il telaio e il frontale, fino alle porte anteriori, della SEAT Panda prima serie. Alla rottura degli accordi tra Fiat e SEAT si rese necessario per gli spagnoli modificare il progetto; si giunse all'evoluzione conosciuta anche in Italia come SEAT Terra, ove, analogamente a quanto fatto da SEAT per la Panda, poi commercializzata in Italia come Marbella, ne venne modificato il frontale per evitare problemi di copyright, che risultava ora identico a quello dell'utilitaria iberica.
Principalmente diffuso con motorizzazione a gasolio, fu inizialmente venduto col motore diesel 1.714 cm³ di derivazione Fiat, unità successivamente sostituita dal motore a gasolio della Volkswagen Polo seconda generazione (in seguito all'acquisizione della SEAT da parte della Volkswagen), inizialmente di cubatura 1.272 cm³ 33kW/45CV, successivamente 1.398 cm³ 35 kW/48CV; a benzina invece l'unità propulsiva era il 903 cm³ di derivazione Fiat.
La produzione del SEAT Terra cessò nel 1998. Il suo erede è il SEAT Inca, piccolo furgone derivato dalla SEAT Ibiza seconda serie e strettamente imparentato con il Volkswagen Caddy seconda generazione.